# 维勒法瓦尔
维勒法瓦尔（法語：Villefavard，法語發音：[vilfavaʁ]）是法国新阿基坦大区上维埃纳省的一个市镇，属于贝拉克区。

## 地理
维勒法瓦尔（46°9'55"N, 1°12'48"E）面积9.22 平方千米，位于法国新阿基坦大区上维埃纳省，该省份为法国中西部省份，北起顺时针与安德尔省、克勒兹省、科雷兹省、多爾多涅省、夏朗德省和维埃纳省接壤。
与维勒法瓦尔接壤的市镇（或旧市镇、城区）包括：沙托蓬萨克、栋皮埃尔-莱塞格利斯、德鲁、朗孔。

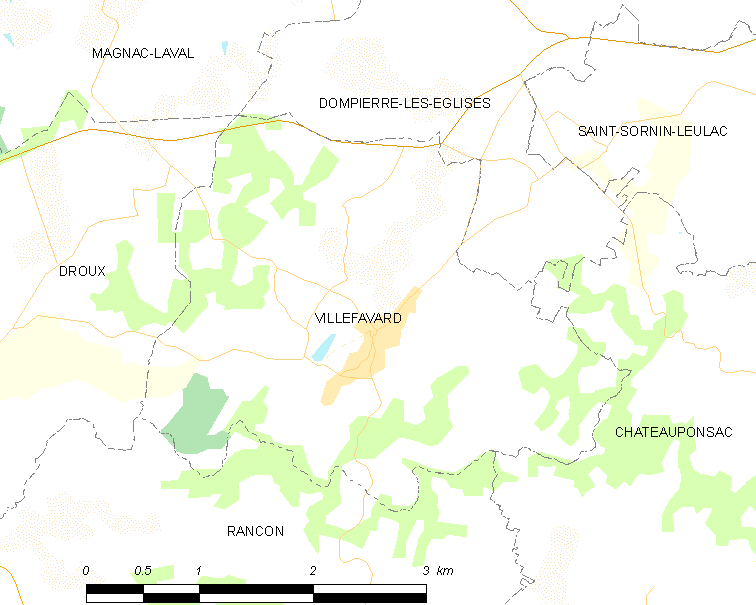
维勒法瓦尔的OSM定位图

维勒法瓦尔的时区为UTC+01:00、UTC+02:00（夏令时）。

## 行政
维勒法瓦尔的邮政编码为87190，INSEE市镇编码为87206。

## 政治
维勒法瓦尔所属的省级选区为沙托蓬萨克县。

## 人口

1962-2008年间维勒法瓦尔人口变化图示

维勒法瓦尔于2022年1月1日时的人口数量为164人。